# Colonia Cano
Colonia Cano est une localité argentine située dans le département de Laishí, province de Formosa.

## Géographie et tourisme
Situé au cœur du Litoral, Colonia Cano se trouve sur la rive droite du río Paraguay, en face de la localité paraguayenne de Pilar, tout près du confluent des rios Bermejo et Paraguay, à la frontière entre l'Argentine et le Paraguay. Il se trouve à 40 km de General Lucio V. Mansilla et à 110 km de la ville de Formosa.
Le port est ouvert de 7h à 11h30 et de 13h30 à 17h30. En dehors de ces heures, il n'est pas possible d'entrer ou de sortir du pays. Sur les rives du río Paraguay se trouve un détachement de la préfecture navale et de la garde douanière appelé Ignacio Hamilton Fotheringhan en l'honneur du général argentin d'origine anglaise.
Il est possible de se rendre à la ville de Pilar, au Paraguay, par des bateaux qui partent tôt le matin et après midi. Il y a également un radeau qui transporte des voitures. La fréquence est de deux voyages le matin et deux l'après-midi, sauf le dimanche, où il n'y a qu'un seul voyage,,.